# الغارا
بلدية الغرَّاء أو (نقحرة: الغارا) (بالإسبانية: Algarra)‏، هي إحدى بلديات مقاطعة قونكة إحدى مقاطعات إسبانيا، والتي تقع في منطقة قشتالة والمنجى  وسط البلاد، والمائلة لجهة الشرق من إسبانيا.
يبلغ عدد سكانها 31 نسمة وفقاً لإحصائية سنة (2007).